# 萊蕪市
萊蕪市（らいぶし）は中華人民共和国山東省に位置した地級市。2018年12月26日に隣接する済南市に編入された。
ネギ、ショウガ、ニンニクを豊富に産出するため、「三辣郷」の異名を有した。

## 地理
山東省中部、泰山の東麓に位置し、東は淄博市、西南は泰安市、北は省都である済南市に接していた。気候は暖温帯湿潤で、半ば大陸性湿潤モンスーン気候である。萊蕪市の自然は資源が豊富で、鉄、銅、金、鉛、石炭、アルミニウムなどの鉱物を産する。鋼城区には大規模な鋼鉄企業である萊蕪鋼鉄集団が所在。

## 行政区画
2市轄区を管轄下に置いた。
- 市轄区：
  - 萊城区、鋼城区

| 萊蕪市の地図  |
| ------------- |
| 萊城区 鋼城区 |

## 交通

### 鉄道
- 辛泰線（臨淄区-泰安市）
- 磁萊線（磁窯鎮-萊蕪市）

### 鉄道の駅
- 萊蕪東駅